# Glochidion emarginatum
Glochidion emarginatum är en emblikaväxtart som beskrevs av John William Moore. Glochidion emarginatum ingår i släktet Glochidion och familjen emblikaväxter. Inga underarter finns listade i Catalogue of Life.